# Gewebetiere
Gewebetiere (Eumetazoa) (altgr. εὖ eu gut, echt + μετά (da)nach + ζῷον [zóon], Lebewesen, Tier) sind ein hypothetisches Taxon in der Systematik der vielzelligen Tiere. Darin werden alle vielzelligen Tiere (Metazoa) zusammengefasst, mit Ausnahme der Schwämme und der Placozoa (zusammen früher auch Gewebelose oder Parazoa genannt). Der Name nimmt Bezug auf ein Merkmal (den Besitz von echtem Zellgewebe), das laut der Theorie bei den Schwämmen nicht vorkommen soll (zu einer alternativen Theorie vgl.).
Wichtigstes Argument für die Gruppierung ist aber die Ähnlichkeit der Kragengeißelzellen oder Choanocyten der Schwämme mit den Zellen der einzelligen Kragengeißeltierchen, was eine plausible Erklärung für die Entwicklung von Einzellern zu Vielzellern liefern würde. Die Eumetazoa-Hypothese sagt also aus, dass die Schwämme die Schwestergruppe aller anderen vielzelligen Tiere sind, also diejenige Gruppe, die sich zuerst von der gemeinsamen Stammgruppe abgespalten hat. Sie galt lange Zeit als nahezu unangefochtene Standardhypothese, wird aber heute von zahlreichen Forschern aufgrund phylogenomischer Daten, bei denen die Verwandtschaft aufgrund des Vergleichs homologer DNA-Sequenzen abgeschätzt wird, in Zweifel gezogen, von anderen aber weiterhin vertreten.
Einige Zoologen verwenden stattdessen den Namen Animalia (Linnaeus, 1758) für diese Gruppierung. Für das Taxon, in dem die Placozoa und die Eumetazoa zusammengefasst werden, ist durch Peter Ax der Name Epitheliozoa geprägt worden. Spätere Autoren haben teilweise die Placozoa in diese Gruppierung einbezogen, da sie das Abschlussgewebe der Placozoa als homolog zu den Epithelien der anderen Epitheliozoa ansehen. Dieser Auffassung zufolge wären dann Eumetazoa und Epitheliozoa synonym zueinander.
Andere Forscher bestreiten die basale Stellung der Schwämme und sehen eine andere Gruppe als basal stehend an: Viele die Rippenquallen, einige die Bilateria. Für diese sind dann die Eumetazoa kein eigenständiges Taxon mehr, Eumetazoa wäre dann ein Synonym für Metazoa.

## Merkmale
Das Taxon der Gewebetiere zeichnet sich durch spezialisierte Zelltypen und echte Gewebe wie beispielsweise Sinneszellen, Nerven- oder Muskelgewebe aus. Epithel- und andere Zellen sind durch spezielle Zell-Zell-Verbindungen, die „Gap Junctions“ verbunden. Zudem kommt es bei der Entwicklung des Embryos durch Gastrulation zu einer Aufspaltung der Zellen in mindestens zwei Zellschichten (Keimblätter), das Entoderm und das Ektoderm. Weitere gemeinsame Merkmale der Eumetazoa unter Ausschluss der Placozoa sind ein Körperbau mit einem Mund und einem Darm, der Besitz von radialer oder bilateraler Symmetrie des Körpers sowie eine Körperachse mit Vorder- und Hinterende.

## Phylogenie
Eine mögliche Phylogenie der vielzelligen Tiere, unter Berücksichtigung der Eumetazoa-Hypothese, könnte so aussehen:
|                         | Rippenquallen (Ctenophora)                                                           |
|                         |                                                                                      |
|                         | Nesseltiere (Cnidaria)                                                               |
|                         |                                                                                      |
| Bilateria               | \| \| Urmünder (Protostomia) \| \| \| \| \| \| Neumünder (Deuterostomia) \| \| \| \| |
| Vorlage:Klade/Wartung/3 | \| \| Urmünder (Protostomia) \| \| \| \| \| \| Neumünder (Deuterostomia) \| \| \| \| |
|                         | Urmünder (Protostomia)                                                               |
|                         |                                                                                      |
|                         | Neumünder (Deuterostomia)                                                            |
|                         |                                                                                      |

|  | Urmünder (Protostomia)    |
|  |                           |
|  | Neumünder (Deuterostomia) |
|  |                           |

|                         | Rippenquallen (Ctenophora)                                                           |
|                         |                                                                                      |
|                         | Nesseltiere (Cnidaria)                                                               |
|                         |                                                                                      |
| Bilateria               | \| \| Urmünder (Protostomia) \| \| \| \| \| \| Neumünder (Deuterostomia) \| \| \| \| |
| Vorlage:Klade/Wartung/3 | \| \| Urmünder (Protostomia) \| \| \| \| \| \| Neumünder (Deuterostomia) \| \| \| \| |
|                         | Urmünder (Protostomia)                                                               |
|                         |                                                                                      |
|                         | Neumünder (Deuterostomia)                                                            |
|                         |                                                                                      |

|  | Urmünder (Protostomia)    |
|  |                           |
|  | Neumünder (Deuterostomia) |
|  |                           |

|                         | Rippenquallen (Ctenophora)                                                           |
|                         |                                                                                      |
|                         | Nesseltiere (Cnidaria)                                                               |
|                         |                                                                                      |
| Bilateria               | \| \| Urmünder (Protostomia) \| \| \| \| \| \| Neumünder (Deuterostomia) \| \| \| \| |
| Vorlage:Klade/Wartung/3 | \| \| Urmünder (Protostomia) \| \| \| \| \| \| Neumünder (Deuterostomia) \| \| \| \| |
|                         | Urmünder (Protostomia)                                                               |
|                         |                                                                                      |
|                         | Neumünder (Deuterostomia)                                                            |
|                         |                                                                                      |

|  | Urmünder (Protostomia)    |
|  |                           |
|  | Neumünder (Deuterostomia) |
|  |                           |

|                         | Rippenquallen (Ctenophora)                                                           |
|                         |                                                                                      |
|                         | Nesseltiere (Cnidaria)                                                               |
|                         |                                                                                      |
| Bilateria               | \| \| Urmünder (Protostomia) \| \| \| \| \| \| Neumünder (Deuterostomia) \| \| \| \| |
| Vorlage:Klade/Wartung/3 | \| \| Urmünder (Protostomia) \| \| \| \| \| \| Neumünder (Deuterostomia) \| \| \| \| |
|                         | Urmünder (Protostomia)                                                               |
|                         |                                                                                      |
|                         | Neumünder (Deuterostomia)                                                            |
|                         |                                                                                      |

|  | Urmünder (Protostomia)    |
|  |                           |
|  | Neumünder (Deuterostomia) |
|  |                           |

Vergleiche dazu unten einige aktuell diskutierte alternative Hypothesen.

## Methodische Probleme
Das Verhältnis der vier grundlegenden, basalen Gruppen der vielzelligen Tiere zueinander, der Schwämme (Porifera), Placozoa, Rippenquallen (Ctenophora), Nesseltiere (Cnidaria) zu den Bilateria, den „höheren“ Tieren mit im Grundzustand zweiseitiger (bilateraler) Symmetrie des Körperbauplans, die allein mehr als 99 Prozent des Tierreichs ausmachen, ist bis heute nicht abschließend geklärt und gehört zu den grundlegenden Problemen der Phylogenie der Organismen. Weitgehend Konsens besteht inzwischen darüber, dass es sich bei den Schwämmen und den Bilateria um monophyletische Gruppen handelt – dies war vor allem im Fall der Schwämme einige Zeit umstritten. Die Reihenfolge der evolutiven Entwicklung der anderen Gruppen ist äußerst problematisch, da hierzu eine Reihe von grundlegenden Studien existieren, die jeweils für sich betrachtet äußerst überzeugend wirken, aber zu grundlegend unterschiedlichen Ergebnissen gekommen sind.
Der einzige wissenschaftliche Ansatz, der zur Lösung des Problems derzeit verfolgt wird, ist die Methode der Kladistik, in Deutschland auch phylogenetische Systematik genannt. Im Gegensatz zu früheren Ansätzen, die weitgehend auf der Autorität und intuitiven Ansicht berühmter und anerkannter Forscher aufbauten, beruht die Kladistik auf strikt formalisierten Entscheidungs-Algorithmen. Dadurch wurde ein jahrzehntelanger Stillstand aufgebrochen, der einerseits auf der Bildung nationaler wissenschaftlicher Schulen und andererseits darauf beruhte, dass es verpönt war, dass junge Forscher es wagten, etablierten Fachkoryphäen zu widersprechen, und entsprechende Ansichten meist gar nicht publiziert wurden. Die morphologische Untersuchungsmethodik machte in den Jahrzehnten seit etwa 1980 große Fortschritte, in dem vor allem zellmorphologische Untersuchungen zur Bildung der Keimblätter, zur Entwicklung des Nervensystems und zum Bau der Spermien bei den verschiedenen Tierstämmen verfeinert wurden. Grundlegende Bedeutung erlangte aber vor allem die Untersuchung der Verwandtschaft anhand des Vergleichs homologer DNA-Abschnitte.
Die mit diesen Methoden erzielten Ergebnisse sind allerdings bis heute widersprüchlich. Die Ergebnisse hängen dabei naturgemäß von der Wahl des jeweiligen Merkmals oder Gens ab. Oft ergeben sich auch unterschiedliche Stammbäume, wenn bestimmte Schlüsselgruppen in die Analyse mit einbezogen oder weggelassen werden; dabei kann es ratsam sein, Gruppen mit extrem divergierender Merkmalskombination, also hoher Evolutionsgeschwindigkeit, wegzulassen, da sie die Analyse stark verzerren können. Es ist aber nicht ohne weiteres möglich, solche Fälle im Voraus zu erkennen. Großen Einfluss hat daneben aber auch der verwendete Sortieralgorithmus. Die Verwandtschaft zahlreicher Gruppen zueinander durch einfaches Durchprobieren (Permutation) zu ermitteln, ist auch mit Supercomputern unmöglich, da der Rechenaufwand zu hoch ist. Es müssen daher Optimierungsverfahren ausgewählt werden, um das Problem zu vereinfachen. Dafür werden verschiedene Methoden verwendet. Einige Verfahren gruppieren zunächst offensichtlich ähnliche Fälle zu Paaren, um dann die anderen nach und nach hinzuzufügen. Andere versuchen, Stammbäume (hier Kladogramme genannt) mit minimaler Länge zu erzeugen. Heute werden meist Optimierungsverfahren der Bayessche Statistik herangezogen. Jede Methode kann bei gleichen Datensätzen ein anderes Ergebnis liefern. Die Optimierungsverfahren liefern schließlich als Ergebnis einen Baum, aber zunächst noch keinen Hinweis darauf, in welcher Reihenfolge die Verzweigungen auftraten. Dazu ist die jeweils untersuchte Gruppe mit Außengruppen zu vergleichen („Verwurzelung“ genannt), so dass der Knoten, der der Außengruppe am ähnlichsten ist, basal gesetzt werden kann. Das Ergebnis hängt nun auch von der Wahl der Außengruppe(n) ab. Oft ist es angemessen, Merkmale unterschiedlich zu gewichten, da komplexe Merkmale wie der Besitz bestimmter Organe aussagekräftiger sind als einfache, wie zum Beispiel dem Vorhandensein einer bestimmten Base an einer Position der DNA-Sequenz (die, bei vier Basen, bereits eine Zufallswahrscheinlichkeit von 25 Prozent besitzt). Morphologische Merkmale können außerdem mit solchen an Fossilien verglichen werden, deren Alter unter Umständen weitere Informationen liefert. Jede der hier erwähnten, und zahlreiche weitere, methodische Entscheidungen haben jeweils Vor- und Nachteile, so dass es nicht einfach ist, die besten davon auszuwählen.
Die bisherigen Ergebnisse haben gezeigt, dass morphologische Merkmale (sogar ganz grundlegend erscheinende) restlos rückgebildet oder konvergent in verschiedenen Gruppen in ähnlicher Form neu gebildet werden können. So wird etwa diskutiert, dass die Rippenquallen und die übrigen Eumetazoa konvergent zueinander unabhängig ein Nervensystem entwickelt haben könnten. Gensequenzen können durch Mutationen so stark verändert sein, dass ihre Ähnlichkeit über eine zufällige Übereinstimmung nicht mehr hinausgeht. Bestimmte Genfamilien können Orthologe Gene und paraloge Gene unterschiedlicher Evolutionsgeschwindigkeit enthalten oder, im Extremfall, auf horizontalen Gentransfer zurückgehen.

## Alternative Hypothesen
Die genannten methodischen Probleme führen zu unterschiedlichen Hypothesen über die Verwandtschaftsverhältnisse. Einige davon werden im Folgenden dargestellt. Neben dieser Auswahl existieren noch zahlreiche weitere Hypothesen.

### Coelenterata
Viele aktuelle Arbeiten, die die Existenz der Eumetazoa bestätigen, führen zu einer Gruppierung der Nesseltiere mit den Rippenquallen, eines Taxons, das in der klassischen Systematik als Hohltiere (Coelenterata) schon einmal als Standardhypothese galt, aber dann für einige Jahrzehnte kaum noch vertreten wurde. Ein Beispiel wäre die Phylogenie in einer Übersichtsarbeit von Maximilian J. Telford und Kollegen. Diese ergäbe folgende Phylogenie:
| Coelenterata | \| \| Rippenquallen (Ctenophora) \| \| \| \| \| \| Nesseltiere (Cnidaria) \| \| \| \| |
|              | \| \| Rippenquallen (Ctenophora) \| \| \| \| \| \| Nesseltiere (Cnidaria) \| \| \| \| |
|              | Bilateria                                                                             |
|              |                                                                                       |
|              | Rippenquallen (Ctenophora)                                                            |
|              |                                                                                       |
|              | Nesseltiere (Cnidaria)                                                                |
|              |                                                                                       |

|  | Rippenquallen (Ctenophora) |
|  |                            |
|  | Nesseltiere (Cnidaria)     |
|  |                            |

| Coelenterata | \| \| Rippenquallen (Ctenophora) \| \| \| \| \| \| Nesseltiere (Cnidaria) \| \| \| \| |
|              | \| \| Rippenquallen (Ctenophora) \| \| \| \| \| \| Nesseltiere (Cnidaria) \| \| \| \| |
|              | Bilateria                                                                             |
|              |                                                                                       |
|              | Rippenquallen (Ctenophora)                                                            |
|              |                                                                                       |
|              | Nesseltiere (Cnidaria)                                                                |
|              |                                                                                       |

|  | Rippenquallen (Ctenophora) |
|  |                            |
|  | Nesseltiere (Cnidaria)     |
|  |                            |

| Coelenterata | \| \| Rippenquallen (Ctenophora) \| \| \| \| \| \| Nesseltiere (Cnidaria) \| \| \| \| |
|              | \| \| Rippenquallen (Ctenophora) \| \| \| \| \| \| Nesseltiere (Cnidaria) \| \| \| \| |
|              | Bilateria                                                                             |
|              |                                                                                       |
|              | Rippenquallen (Ctenophora)                                                            |
|              |                                                                                       |
|              | Nesseltiere (Cnidaria)                                                                |
|              |                                                                                       |

|  | Rippenquallen (Ctenophora) |
|  |                            |
|  | Nesseltiere (Cnidaria)     |
|  |                            |

| Coelenterata | \| \| Rippenquallen (Ctenophora) \| \| \| \| \| \| Nesseltiere (Cnidaria) \| \| \| \| |
|              | \| \| Rippenquallen (Ctenophora) \| \| \| \| \| \| Nesseltiere (Cnidaria) \| \| \| \| |
|              | Bilateria                                                                             |
|              |                                                                                       |
|              | Rippenquallen (Ctenophora)                                                            |
|              |                                                                                       |
|              | Nesseltiere (Cnidaria)                                                                |
|              |                                                                                       |

|  | Rippenquallen (Ctenophora) |
|  |                            |
|  | Nesseltiere (Cnidaria)     |
|  |                            |

### Rippenquallen statt Schwämme als erste Verzweigung
Während lange Zeit die Schwämme (oder seltener die Placozoa) wegen ihrer einfachen und abweichenden Organisation als einzige Kandidaten für die basale Gruppe der Metazoa galten, kommt diese Position nach einer Reihe sehr einflussreicher neuerer genetischer Hypothesen den Rippenquallen zu. Dieses Resultat war nach morphologischen Maßstäben überraschend, ist aber nach einer bestimmten genetischen Methodik relativ robust und statistisch gut abgesichert. Es ergäbe sich die folgende Phylogenie:
|  | Placozoa                                                             |
|  |                                                                      |
|  | \| \| Nesseltiere (Cnidaria) \| \| \| \| \| \| Bilateria \| \| \| \| |
|  |                                                                      |
|  | Nesseltiere (Cnidaria)                                               |
|  |                                                                      |
|  | Bilateria                                                            |
|  |                                                                      |

|  | Nesseltiere (Cnidaria) |
|  |                        |
|  | Bilateria              |
|  |                        |

|  | Placozoa                                                             |
|  |                                                                      |
|  | \| \| Nesseltiere (Cnidaria) \| \| \| \| \| \| Bilateria \| \| \| \| |
|  |                                                                      |
|  | Nesseltiere (Cnidaria)                                               |
|  |                                                                      |
|  | Bilateria                                                            |
|  |                                                                      |

|  | Nesseltiere (Cnidaria) |
|  |                        |
|  | Bilateria              |
|  |                        |

|  | Placozoa                                                             |
|  |                                                                      |
|  | \| \| Nesseltiere (Cnidaria) \| \| \| \| \| \| Bilateria \| \| \| \| |
|  |                                                                      |
|  | Nesseltiere (Cnidaria)                                               |
|  |                                                                      |
|  | Bilateria                                                            |
|  |                                                                      |

|  | Nesseltiere (Cnidaria) |
|  |                        |
|  | Bilateria              |
|  |                        |

|  | Placozoa                                                             |
|  |                                                                      |
|  | \| \| Nesseltiere (Cnidaria) \| \| \| \| \| \| Bilateria \| \| \| \| |
|  |                                                                      |
|  | Nesseltiere (Cnidaria)                                               |
|  |                                                                      |
|  | Bilateria                                                            |
|  |                                                                      |

|  | Nesseltiere (Cnidaria) |
|  |                        |
|  | Bilateria              |
|  |                        |

Nach dieser Hypothese wären die Eumetazoa kein valides Taxon. Ein großes Problem der Hypothese wäre es, die große Ähnlichkeit der Choanozyten der Schwämme mit den Zellen der einzelligen Kragengeißeltierchen (Choanoflagellata) zu erklären. Die Choanoflagellata gelten nach übereinstimmenden Ergebnissen als bestens abgesicherte Schwestergruppe der Metazoa, die Existenz der Choanozyten galt über 100 Jahre als starkes Indiz dafür, wie aus einer Kolonie von Einzellern möglicherweise ein vielzelliges Tier evolutiv entstanden sein könnte. Es ist zwar denkbar, dass zwar beide Zelltypen tatsächlich homolog sind, aber bei den Rippenquallen und allen Metazoa außer den Schwämmen verloren gegangen sind (Symplesiomorphie), aber eine solche komplizierte Hypothese gilt immer als Indiz gegen eine bestimmte Theorie. Tatsächlich wurden aber auch Argumente vorgebracht, die eine konvergente Bildung der zunächst so ähnlich aussehenden Zelltypen zumindest denkbar erscheinen lassen.

### ParaHoxozoa
Eine alternative Hypothese, zum Beispiel vertreten in einer Übersichtsarbeit von Gonzalo Giribet vereint nach einem besonders hoch gewichtetem Merkmal, dem Besitz von Genen aus der Familie der Hox-Gene, die grundlegend für den Körperbauplan der meisten Tiere sind, die Placozoa, Cnidaria und Bilateria in einem Parahoxozoa genannten Taxon.
|                         | Schwämme (Porifera) |
|                         | |
|                         | Rippenquallen (Ctenophora)                                                                                              |
|                         | |
| ParaHoxozoa             | \| \| Placozoa \| \| \| \| \| \| Nesseltiere (Cnidaria) \| \| \| \| \| \| Bilateria \| \| Vorlage:Klade/Wartung/3 \| \| |
| Vorlage:Klade/Wartung/3 | \| \| Placozoa \| \| \| \| \| \| Nesseltiere (Cnidaria) \| \| \| \| \| \| Bilateria \| \| Vorlage:Klade/Wartung/3 \| \| |
|                         | Placozoa |
|                         | |
|                         | Nesseltiere (Cnidaria)                                                                                                  |
|                         | |
|                         | Bilateria |
| Vorlage:Klade/Wartung/3 | |

|                         | Placozoa               |
|                         |                        |
|                         | Nesseltiere (Cnidaria) |
|                         |                        |
|                         | Bilateria              |
| Vorlage:Klade/Wartung/3 |                        |

Auch nach dieser Hypothese würde ein Taxon Eumetazoa nicht existieren.